# 尹虎彬
尹虎彬（1960年5月—2020年3月13日），男，朝鲜族，辽宁宽甸人，中国民俗学家，中国民族语言学会会长。主要学术领域为民俗学、中国少数民族文学。知名于对口头文学和史诗学的研究。

## 生平
1960年生于辽宁宽甸。1987年6月中央民族学院硕士研究生毕业。2000年起在北京师范大学攻读民俗学博士，师从锺敬文、刘魁立等教授。2003年6月获法学博士学位。1989年9月至1990年9月，朝鲜金日成综合大学文学部访问学者；1994年7月至1995年2月，哈佛大学哈佛燕京学社访问学者；1997年4月至1999年4月，日本神户大学国际文化学部客座教授。主要社会兼职有首都师范大学中国诗歌研究中心兼职研究员，北京师范大学民俗学与社会发展研究所客座研究员。2014年，受聘为广西百色学院客座教授。
1987年7月至2014年11月，长期在中国社会科学院民族文学研究所从事少数民族文学研究。2002年晋升研究员，2008年获批为民俗学专业博士生导师。2010年升任副所长。2014年11月，转任中国社会科学院民族学与人类学研究所副所长。2015年1月起享受国务院政府特殊津贴。2020年3月13日上午10时26分在北京去世。

## 著作
- 尹虎彬. . 中国社会科学出版社. 2002年11月. ISBN 9787500436003.
- 阿尔伯特·贝茨·洛德. . 外国民俗文化研究名著译丛. 由尹虎彬翻译. 中华书局. 2004年5月. ISBN 9787101037388.
- 尹虎彬. . 清代民俗文献史研究丛书. 学苑出版社. 2015年11月. ISBN 9787507749151.
- 朝戈金; 尹虎彬; 杨彬 (编). . 中国社会科学出版社. 2016年5月. ISBN 9787516180693.